# Tobias Linderoth
Tobias Jan Hakan Linderoth (* 21. April 1979 in Marseille) ist ein schwedischer Fußballspieler und -trainer. Der ehemalige Mittelfeldspieler, der 1999 in der schwedischen Nationalmannschaft debütierte, spielte im Laufe seiner bisherigen Karriere in Schweden, Norwegen, England, Dänemark und der Türkei.

## Linderoths Kindheit
Sein Vater Anders Linderoth war ebenfalls Fußballer und stand von 1977 bis 1980 bei Olympique Marseille unter Vertrag. In Marseille wurde 1979 dann Tobias Linderoth geboren.

## Werdegang
Seinen ersten Profivertrag erhielt er 1996 beim schwedischen Erstligisten IF Elfsborg, das Profiteam wurde von seinem Vater trainiert. Dort spielte er zusammen mit Anders Svensson im Mittelfeld und wurde als großes Talent gesehen.
1999 ging er zusammen mit seinem Vater nach Norwegen zu Stabæk Fotball. Nach Beendigung der Saison 2001 in Norwegen ging er im Januar 2002 zum FC Everton. Hier schaffte der defensive Mittelfeldspieler endgültig den Durchbruch und wurde im Sommer für die Fußball-Weltmeisterschaft 2002 in den Kader der schwedischen Nationalmannschaft nominiert. Der junge Spieler absolvierte alle vier Spiele der Schweden bei der WM und galt als einer der besten Spieler der Mannschaft, die den Gruppensieg in der schwierigen Vorrunde vor England und Argentinien erkämpfte. Im Achtelfinale schied das Team gegen die Überraschungsmannschaft aus dem Senegal unglücklich nach Verlängerung aus.
In der nachfolgenden Saison musste sich Tobias Linderoth nach einer längeren Verletzungspause wieder ins Team von Everton und der Nationalmannschaft zurückkämpfen, was ihm schließlich gelang und er nahm 2004 zum zweiten Mal an einem großen Turnier teil. Bei der Fußball-Europameisterschaft 2004 in Portugal erreichte er nach einer großartigen Vorrunde erneut das Viertelfinale, wo Schweden diesmal noch unglücklicher ausschied nach einem Elfmeterschießen gegen die Niederlande.
Nach der EM wechselte er zum dänischen Club FC Kopenhagen und konnte sich mit der schwedischen Nationalmannschaft zur Fußball-Weltmeisterschaft 2006 in Deutschland qualifizieren. Mit der Klubmannschaft nahm er an den ersten Ausgaben der Royal League teil, die 2005 gegen IFK Göteborg und 2006 gegen Lillestrøm SK gewonnen wurde.
Linderoth wechselte zur Saison 2007/08 zu Galatasaray Istanbul. Er unterschrieb dort für drei Jahre. Linderoth machte sein erstes Tor für Galatasaray im UEFA-Pokal Spiel gegen den FC Sion. Die Vorbereitung zur Rückrunde der Saison 2007/2008 konnte er nicht mit seiner Mannschaft absolvieren, da er an einer komplizierten Hüftverletzung litt und in den USA operiert wurde. Dennoch konnte er, ohne ein weiteres Saisonspiel bestritten zu haben, am Saisonende den türkischen Meistertitel feiern und wurde trotz des aus der Verletzung resultierenden Fitnessrückstandes im Sommer von Nationaltrainer Lars Lagerbäck für die Europameisterschaft 2008 in den Kader der Landesauswahl berufen. Nachdem er nur noch sporadisch zum Einsatz gekommen war, wurde sein Vertrag am 22. Januar 2010 von Galatasaray aufgelöst.
Am 3. Dezember 2010 wurde bekannt gegeben, dass Tobias Linderoth, der seine Karriere als aktiver Fußballer im November offiziell beendet hatte, nun zum Trainerstab der U17 seines ehemaligen Vereins IF Elfsborg gehört. Im November 2011 startete er an der Seite von Anders Andersson, Marcus Lantz, Erik Edman und Nils-Eric Johansson in einem speziellen Kurs für Spieler mit mindestens fünf Jahren Profierfahrung eine Trainerausbildung beim schwedischen Verband.

## Erfolge
- Türkischer Meister: 2008
- Türkischer Supercupsieger: 2008
- Dänischer Meister: 2006, 2007
- Royal League: 2005, 2006